# Honkbal op de Olympische Zomerspelen 1952
Honkbal stond voor de derde maal op het programma tijdens de Olympische Zomerspelen 1952 in Helsinki. De wedstrijd werd gehouden volgens de regels van pesäpallo, de Finse variant van honkbal. Op 31 juli werd er een demonstratiewedstrijd gehouden tussen twee teams uit Finland.

## Uitslag
| datum   | land                            |   |   |   | land                             |
| ------- | ------------------------------- | - | - | - | -------------------------------- |
| 31 juli | Finnish Baseball Federation FIN | 8 | - | 4 | Worker's Athletic Federation FIN |

Stockholm 1912* · 
Berlijn 1936* · 
Helsinki 1952* · 
Melbourne 1956* · 
Tokio 1964* · 
Los Angeles 1984* · 
Seoel 1988* · 
Barcelona 1992 · 
Atlanta 1996 · 
Sydney 2000 · 
Athene 2004 · 
Peking 2008 · 
Tokio 2020 · 
Los Angeles 2028 
Medaillewinnaars
* Demonstratiesport
Atletiek · Basketbal · Boksen · Gewichtheffen · Hockey · Honkbal (demonstratie) · Kanovaren · Moderne vijfkamp · Paardensport · Roeien · Schermen · Schietsport · Schoonspringen · Turnen · Voetbal · Waterpolo · Wielersport · Worstelen · Zeilen · Zwemmen